# Asplenium warburgkianum
Asplenium warburgkianum är en svartbräkenväxtart som beskrevs av Christ. Asplenium warburgkianum ingår i släktet Asplenium och familjen Aspleniaceae. Inga underarter finns listade.